# 円満寺 (鈴鹿市)
円満寺（えんまんじ）は、三重県鈴鹿市にある、単立の仏教寺院。山号は長澤山。本尊は大日如来。

## 歴史
当山の縁起は、記録が失われ詳細は不明となっている。寺に残る住僧の位牌を見ると、「寛永 13年（1636年）1月18日寂、大法師覚応覚永大和尚」と記されたものが一番古く、江戸時代初期（1600年代）には、堂宇が存在していたことが分かる。
本堂に祀られる本尊の大日如来像は、江戸時代初期の作と言われている。また、延宝7年（1679年）伊勢亀山藩より、寺領の寄進をうけた記録があり、当時は寺運も栄えていたと伝えられている。

## 境内
本堂には本尊の大日如来像の他、脇侍として 馬頭観音像、弘法大師像が安置され、本堂左右後方には千体仏が安置されている。また西国三十三所の観音石像を安置する観音堂、鐘楼のほか、境内西側の東屋に小石仏が集められ安置されている。
当山では、毎年3月初午の日に、馬頭観音の手に紅白の綱を握らせ、堂外まで垂らされたその綱を、参拝者が握って諸祈願をするという、「お手引き観音行事」が今日に伝わっている。

## 年中行事
- 3月初午の日　初午法要　お手引き観音行事

## 近隣施設
- 桃林寺 (鈴鹿市)
- 椿大神社（つばきおおかみやしろ）

## アクセス
- 東名阪自動車道 鈴鹿インターチェンジより北西へ約1.3 km